# Realme
 (7 juin 2021).
Realme est un fabricant chinois de smartphones basé à Shenzhen. Il est présent sur plus de 61 marchés et a fait son entrée officielle en Europe en 2019.

## Histoire
Realme est apparu pour la première fois en Chine en 2010 sous le nom de "OPPO Real". C'était une sous-marque de OPPO Electronics Corporation (qui est à son tour une filiale de BBK Electronics) jusqu'à sa constitution en 2018,. Oppo n'a pas précisé si elle avait transféré sa participation dans Realme à BBK, malgré les spéculations  qu'elle pourrait avoir.
La marque a été officiellement créée le 4 mai 2018 par Sky Li (Li Bingzhong), qui était auparavant vice-président d'Oppo Electronics.
Le 30 juillet 2018, l'ancien vice-président d'OPPO et chef du département des affaires à l'étranger d'OPPO, Sky Li, a annoncé sa démission officielle d'OPPO et son intention d'établir Realme en tant que marque indépendante sur le site de microblogage chinois Weibo.
Le 15 novembre 2018, realme a introduit un nouveau logo.
Le 15 mai 2019, realme a tenu sa première conférence à Pékin, en Chine, pour entrer officiellement sur le marché chinois, en lançant le realme X, le realme X Lite et le realme X Master Edition,.
En juin 2019, realme a officiellement annoncé son entrée sur le marché européen.
En juillet 2019, realme avait réussi à insérer vingt marchés, dont la Chine, l'Inde, l'Asie du Sud-Est et l'Europe.
Selon un rapport de l'institution d'analyse internationale Counterpoint, les expéditions mondiales de realme ont enregistré 4,7 millions d'unités dans le monde au deuxième trimestre 2019, soit une augmentation de 848 % d'une année sur l'autre. Realme est devenu l'un des dix principaux fabricants de smartphones au monde.
En août 2019, realme a dépassé les 10 millions d'utilisateurs dans le monde.
En août 2019, realme a montré un prototype d'appareil avec une quadruple caméra de 64 MP en Chine et en Inde,.
En octobre 2019, realme est entré officiellement sur le marché européen en lançant les realme 5 Pro, realme X2 et realme X2 Pro lors d’un l'événement de lancement local en Espagne.
En novembre 2019, realme a réalisé d'excellentes performances sur le marché espagnol : le realme X2 Pro a atteint le top 1 en volume de ventes et en chiffre d'affaires, et le top 1 dans tous les segments de prix sur Amazon en Espagne dès le premier jour du Black Friday.
Le 30 décembre, realme est devenue la cinquième marque de smartphones en Espagne selon les statistiques du marché espagnol établies par Counterpoint en novembre 2019.
Le 24 février 2020, realme a annoncé pour la première fois sur le marché français l’arrivée du realme X50 Pro 5G en Europe. Le 31 mars 2020, realme France est officiellement arrivé sur le marché français lors d’un évènement en ligne en annonçant les realme 6, realme 6i et realme C3.
Le taux de croissance global de realme est de 65 % en 2020. Realme poursuit sa croissance rapide de 2020, franchissant le cap des 70 millions d'utilisateurs au début de l’année 2021.
Le 18 mai 2022, Realme annonce Narzo 50 5G et 50 Pro 5G.